# Koćura
Koćura (en serbe cyrillique : Коћура) est un village de Serbie situé sur le territoire de la Ville de Vranje, district de Pčinja. Au recensement de 2011, il comptait 122 habitants.

## Démographie
| 1948 | 1953 | 1961 | 1971 | 1981 | 1991 | 2002 | 2011 |
| ---- | ---- | ---- | ---- | ---- | ---- | ---- | ---- |
| 957  | 963  | 835  | 816  | 626  | 367  | 234  | 122  |

|  |